# Mouchalaganesjön
Mouchalaganesjön (franska: Lac Mouchalagane) var en sjö i Québec i Kanada. Den låg längs med Mouchalaganefloden, innan Daniel Johnson-dammen byggdes och Manicouaganreservoaren gjorde att området kring René-Levasseur-ön 1968 kom under vatten.